# Dependência de polissubstâncias
Dependência de polissubstâncias ou dependência de múltiplas substâncias refere-se a um tipo de distúrbio de dependência química relacionado ao uso de múltiplas drogas, no qual um indivíduo usa pelo menos três classes diferentes de substâncias indiscriminadamente e não possui uma droga favorita que se qualifique para dependência por si própria. Embora qualquer combinação de três drogas possa ser usada, estudos demonstraram que o álcool é comumente usado com outras substâncias. Isso é apoiado por um estudo sobre o uso de polissubstâncias que separou os participantes que usaram várias substâncias em grupos com base em suas drogas preferidas. Os resultados de um estudo longitudinal sobre o uso de substâncias levaram os pesquisadores a observar que o uso excessivo ou a dependência de uma substância química aumentava a probabilidade de uso excessivo ou dependência de outras substâncias.

## Combinações comuns
Uma combinação comum é entre cocaína, álcool e heroína. Outros estudos descobriram que opioides, cannabis, anfetaminas, alucinógenos, delirantes, dissociativos, inalantes e benzodiazepínicos também são frequentemente usados em combinação.

## Apresentação

### Comprometimentos cognitivos associados
Cognição refere-se ao que acontece na mente, funções mentais como "percepção, atenção, memória, linguagem, resolução de problemas, raciocínio e tomada de decisão". Embora muitos estudos tenham analisado deficiências cognitivas de indivíduos dependentes de um medicamento, existem poucos pesquisadores que tentaram determinar os problemas com o funcionamento cognitivo causados pela dependência de várias substâncias. Portanto, o que se sabe sobre os efeitos da dependência de polissubstâncias nas habilidades mentais se baseia nos resultados de poucos estudos. 

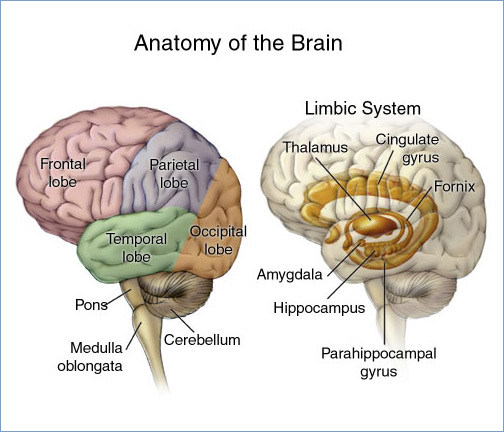
Anatomia do cérebro

#### Capacidade de aprendizagem
O efeito da dependência de polissubstâncias na capacidade de aprendizado é uma área de interesse dos pesquisadores. Um estudo envolvendo 63 mulheres dependentes de polissubstâncias e 46 outros participantes que não usavam drogas usou o Benton Visual Retention Test (BVRT) e o California Verbal Learning Test (CVLT) para analisar a memória visual e a capacidade verbal. Esse estudo mostrou que em mulheres dependentes de polissubstâncias, a capacidade de aprendizado verbal diminuiu significativamente, embora a memória visual não tenha sido afetada. Além disso, o uso concomitante de álcool e cocaína levou a problemas mais graves com aprendizado, recordação e reconhecimento verbais.

#### Memória, raciocínio e tomada de decisão
Às vezes, estudos sobre grupos específicos na população em geral podem ser informativos. Um estudo decidiu testar as habilidades cognitivas dos participantes de festas rave que usavam múltiplas substâncias. Para fazer isso, eles compararam 25 participantes de festas rave com 27 participantes que não estavam usando drogas. Os resultados deste estudo indicaram que, em geral, o grupo de participantes de rave não teve um bom desempenho em tarefas que testaram a velocidade do processamento de informações, memória de trabalho, conhecimento de similaridades entre as palavras, capacidade de atender a uma tarefa com interferência em segundo plano e na tomada de decisões. Certas drogas foram associadas a funções mentais específicas, mas os pesquisadores sugeriram que as deficiências na memória de trabalho e no raciocínio eram causadas pelo uso indevido de várias substâncias. 
Outro estudo que tentou encontrar diferenças entre os efeitos de determinadas drogas, teve foco em usuários de substâncias que procuravam tratamento para dependência de maconha, cocaína e heroína. Eles estudaram um grupo de usuários de polissubstâncias e um grupo que não dependia de nenhum medicamento. Como o álcool era uma co-substância comum para quase todo o grupo de usuários de polissubstâncias, era difícil dizer exatamente quais drogas estavam afetando certas funções cognitivas. Os pesquisadores descobriram que a diferença nos níveis de desempenho dos dois grupos na função executiva, ou nas tarefas de processamento cognitivo de nível superior, mostravam consistentemente que o grupo de polissubstâncias obteve pontuação menor que o grupo que não fazia uso de drogas. Em geral, isso significa que várias substâncias afetavam negativamente o funcionamento cognitivo do grupo de polissubstâncias. Mais especificamente, os pesquisadores descobriram que a quantidade de cannabis e cocaína afetou a parte verbal da memória de trabalho, a tarefa de raciocínio e a tomada de decisões, enquanto a cocaína e a heroína tiveram um efeito negativo semelhante nas tarefas visuais e espaciais, mas a cannabis afetou particularmente os aspectos visuais, espaciais e a memória de trabalho. Esses resultados sugerem que o uso combinado de maconha, cocaína e heroína prejudica mais as funções cognitivas do que quando essas drogas são usadas separadamente. 
Os efeitos negativos do álcool na aprendizagem, habilidades espaciais e memória foram demonstrados em muitos estudos. Isso levanta uma questão: o uso de álcool em combinação com outras substâncias prejudica ainda mais o funcionamento cognitivo? Um estudo tentou determinar se usuários de polissubstâncias que também abusavam de álcool apresentariam desempenho inferior em um teste de aprendizado e memória verbal em comparação com aqueles que abusavam especificamente de álcool. O Teste de Aprendizagem Verbal da Califórnia (CVLT) foi usado devido à sua capacidade de "quantificar pequenas alterações na aprendizagem e na memória verbais", avaliando os erros cometidos durante o teste e as estratégias usadas para cometer esses erros. Os resultados deste estudo mostraram que o grupo usuário de polissubstâncias teve um desempenho ruim nos testes de recall e reconhecimento CVLT em comparação apenas ao grupo de usuários de álcool, o que implica que o uso abusivo de álcool e outras drogas prejudicou a memória e o aprendizado do grupo de polissubstâncias de maneira diferente dos efeitos do álcool por si só. 

#### Duração da abstinência
A abstinência por longos períodos de tempo ajuda os indivíduos dependentes da polissubstâncias a recuperar o funcionamento cognitivo? Para examinar essa questão, um grupo de pesquisadores testou 207 homens dependentes de polissubstância, dos quais 73,4% eram dependentes de três ou mais drogas. Os pesquisadores estavam interessados em 6 áreas do funcionamento cognitivo, que incluíam memória visual, memória verbal, conhecimento de palavras, raciocínio abstrato, inibição (interferência) e atenção. O estudo usou o Benton Visual Retention Test (BVRT) para testar a memória visual, o California Verbal Learning Test (CVLT) para a memória verbal, parte do vocabulário da Wechsler Adult Intelligence Scale para o conhecimento de palavras, o Booklet Category Test para raciocínio abstrato, o Stroop Neuropsychological Screening para testes de inibição e o Trail Making Test para atenção.  Os resultados mostraram que a capacidade neuropsicológica não melhorou com aumentos no período de tempo de abstinência. Isso sugere que a dependência de polissubstâncias leva a um comprometimento grave, que pode não ser recuperado durante o período de um ano. 

## Causas

### Biológicas

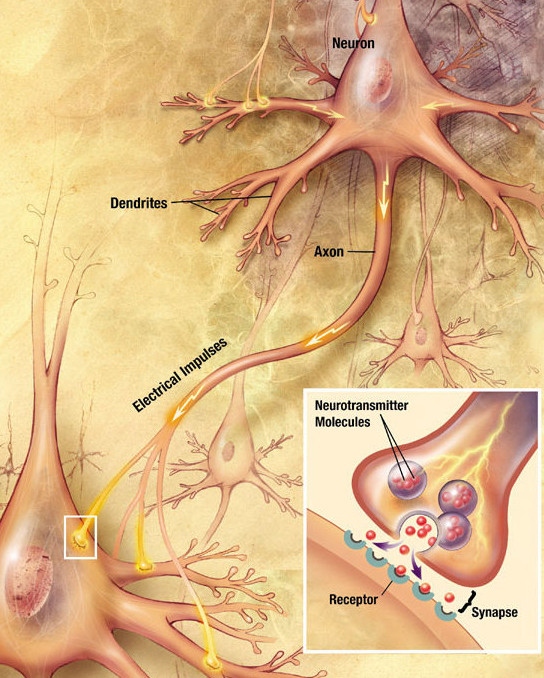

Existem dados para apoiar que alguns genes contribuem para a dependência de substâncias. Alguns estudos se concentraram em encontrar genes que predispõem a pessoa a ser dependente de maconha, cocaína ou heroína, estudando genes que controlam a dopamina e os receptores opioides de uma pessoa, mas não foram relatados resultados conclusivos. Outros pesquisadores descobriram uma conexão entre os genes dos receptores da dopamina e a dependência de uma substância. Um problema potencial neste estudo foi que o álcool é comumente usado com outra substância; portanto, os resultados do estudo podem não ter sido causados pela dependência de uma única substância. Isso significa que várias substâncias podem estar contribuindo para os resultados, por isso os pesquisadores sugeriram que mais pesquisas fossem feitas. 
No entanto, existem estudos que encontraram evidências da influência de genes na vulnerabilidade à dependência de substâncias. Esses estudos costumam usar o genótipo, ou a informação genética encontrada nos cromossomos de uma pessoa, e o fenótipo, que consiste nas características visíveis de uma pessoa, para examinar os padrões genéticos. Um estudo examinou o fenótipo e genótipo de 1.858 participantes de 893 famílias para analisar as diferenças em três genes dos receptores nicotínicos de acetilcolina encontrados nesses indivíduos. Os pesquisadores encontraram conexões significativas entre os genes receptores para dependência de nicotina e polissubstâncias, o que indicou que diferenças nesses genes podem criar o risco de dependência de várias substâncias. 

### Psicológicas
Um estudo de 1989 realizado por Khantzian e Treece descobriu que quase 60% de sua amostra dependente de opioides atendiam aos critérios para um diagnóstico do Eixo II (Axis II). No mesmo estudo, 93% da amostra apresentava um distúrbio comórbido, o que implica que comorbirdades desempenham algum papel no vício. Também foi demonstrado que a depressão e a dependência de polissubstâncias estão frequentemente presentes ao mesmo tempo. Se uma pessoa é geneticamente predisposta a ficar deprimida, ela corre um risco maior de ter dependência de polissubstâncias.
Possivelmente a causa mais aceita de vícios é a hipótese da automedicação, que vê o vício em drogas como uma forma de lidar com o estresse por meio de reforço negativo, aliviando temporariamente a consciência ou preocupações sobre as causas do estresse. Os usuários de substâncias aprendem que os efeitos de cada tipo de droga funcionam para aliviar ou melhorar estados dolorosos. Eles usam drogas como uma forma de automedicação para lidar com as dificuldades de autoestima, relacionamentos e autocuidado. Indivíduos com transtornos por uso de substâncias geralmente ficam sobrecarregados com emoções e situações dolorosas e recorrem às substâncias como um método de enfrentamento.

### Socioculturais
As causas socioculturais referem-se a áreas da vida de uma pessoa que podem ter influenciado sua decisão de começar e continuar usando várias substâncias. As causas socioculturais podem ser divididas em causas sociais e causas culturais. 
- Causas sociais: Alguns estudos mostraram que os adolescentes apresentam uma das maiores taxas de dependência de polissubstâncias. Segundo um estudo, essa população, com idades entre 12 e 25 anos, representa cerca de metade dos usuários de drogas ilícitas do país. Desses usuários de drogas ilícitas, metade deles começou a usar substâncias até o final do 12º ano de vida. Isso pode ser atribuído às expectativas sociais dos colegas, à pressão dos colegas ou a uma maneira de entorpecer suas emoções. Algumas dessas crianças começam a tentar diferentes drogas inicialmente para se ajustarem, mas depois de algum tempo começam a desenvolver uma tolerância a essas substâncias e experimentam abstinência quando não possuíam substâncias suficientes em seu organismo e eventualmente se tornaram dependentes dos efeitos. Com a tolerância, surge o desejo de consumir drogas adicionais, a necessidade constante causada por esse sentimento é uma das causas da dependência de múltiplas substâncias.[19]

Nas gerações mais antigas, a dependência de substâncias tinha sido associada a considerações adicionais, como transtorno de personalidade, falta de moradia, transtorno bipolar, transtorno depressivo maior, entre outros. Os cuidados médicos, por serem tão caros  a longo prazo, têm sido associados à dependência de várias substâncias. Aqueles que precisam de ajuda psicológica às vezes usam várias substâncias como uma espécie de automedicação para ajudar a gerenciar suas doenças mentais.

## Comorbidade de transtornos mentais
Para a maioria desses distúrbios, em relação à dependência de polissubstâncias, existe um ciclo vicioso pelo qual aqueles com dependência passam. Primeiro, a ingestão da droga cria uma necessidade de mais, o que cria uma onda de dopamina, que depois cria prazer. À medida que a dopamina se esvai, o prazer aumenta a dor emocional e física e aciona os transmissores de estresse, que por sua vez criam um desejo, que deve ser medicado e, assim, o ciclo recomeça. No entanto, à medida em que são usadas, uma maior dose precisará ser ingerida para atingir o mesmo grau de intoxicação.

### Depressão
Os cientistas levantaram a hipótese de que o uso de uma droga causa um distúrbio de humor, como depressão, ou pelo menos está ligado a um já existente. Além disso, as substâncias que as pessoas que sofrem de depressão usam podem estar inseridas em um método equivocado de automedicação para tentar controlar adepressão. Esta é a hipótese clássica de ovo ou da galinha: a condição preexistente causa dependência ou a dependência causa a condição? A doença mental subjacente precisa ser identificada e tratada em conjunto com o tratamento da dependência de polissubstâncias, a fim de aumentar a taxa de sucesso do tratamento e diminuir a probabilidade de recaída. Um estudo específico se concentrou no álcool e na depressão, porque eles são comumente relacionados. Os pesquisadores descobriram que a depressão continua por várias semanas depois que um paciente foi reabilitado e aqueles que tiveram recaída desenvolveram depressão novamente. Isso significa que o início da depressão ocorre após a dependência do álcool, o que significa que o álcool é um dos principais contribuintes da depressão. 

### Transtornos alimentares
Um estudo mostrou que os pacientes que estão se recuperando de um vício, que tiveram um distúrbio alimentar no passado, costumam usar alimentos para tentar substituir a substância que não estão mais recebendo ou ficam obcecados em controlar seu peso e aparência. Alguns centros de reabilitação têm nutricionistas licenciados para ajudar os pacientes a desenvolver hábitos alimentares saudáveis para ajudá-los a lidar com eles enquanto se recuperam da dependência química. É importante que aqueles que têm um distúrbio alimentar anterior sejam ensinados a comer de modo saudável, evitando que mudem continuamente de um vício para outro.

## Tratamento
O tratamento da dependência de polissubstância possui muitos aspectos críticos. A reabilitação de drogas é um processo demorado e difícil. O tratamento deve ser individualizado e durar tempo suficiente para garantir que o paciente esteja recuperado dos vícios e para prevenir a recaída. As formas mais comuns de tratamento da dependência de polissubstâncias incluem: centros de tratamento ambulatorial, tratamento de manutenção realizado em casa, aconselhamento e tratamentos comportamentais e terapia medicamentosa. É importante que os tratamentos sejam realizados durante toda a vida do paciente, a fim de evitar recaídas. É uma boa ideia que as pessoas viciadas em recuperação continuem a participar de grupos de apoio social ou continuem a se encontrar com psicólogos e conselheiros a fim de garantir que não recaiam.

### Centro de tratamento hospitalar
Centros de tratamento hospitalar são centros de tratamento onde as pessoas viciadas se instalam enquanto estão em tratamento. Os centros de tratamento hospitalar oferecem um ambiente seguro, onde os pacientes não serão expostos a situações potencialmente prejudiciais durante seus tratamentos, como seriam no exterior. Os centros de tratamento hospitalar apresentam taxas de sucesso muito mais altas do que os tratamentos ambulatoriais alternativos. Os pacientes internados geralmente passam pelo processo de desintoxicação. A desintoxicação envolve a remoção (geralmente médica) de todas as substâncias do organismo. Quando a desintoxicação estiver concluída, os sintomas de abstinência aumentam (2 a 3 dias depois). Esses sintomas incluem, mas não se limitam a: náusea, depressão, ansiedade, ataques de pânico, inquietação e desejo por drogas. Durante sua permanência na unidade de tratamento, os pacientes estão aprendendo a gerenciar e identificar suas dependências de drogas e a encontrar maneiras alternativas de lidar com quaisquer que sejam as causas de sua dependência.

### Tratamentos ambulatoriais
Os tratamentos ambulatoriais incluem muitas das mesmas atividades oferecidas em uma unidade de tratamento hospitalar, mas o paciente não reside no ambiente protegido de um centro de tratamento hospitalar. Por esse motivo, eles são significativamente menos eficazes. O paciente geralmente continua mantendo um emprego e vai ao tratamento em determinada frequência.

### Programas de doze passos
Os tratamentos para pacientes, sejam internos ou externos, podem oferecer introduções a programas de 12 passos . Os programas de 12 passos sugeridos são Alcoólicos Anônimos (AA) e Narcóticos Anônimos (NA). Eles oferecem reuniões regulares, nas quais os membros podem discutir suas experiências em um local sem julgamento e de apoio.

### Terapia cognitivo-comportamental
Também são oferecidas aos pacientes sessões de aconselhamento individual e terapia cognitivo-comportamental (TCC).  Quando analisados através de uma perspectiva cognitivo-comportamental, os vícios são o resultado de comportamentos aprendidos desenvolvidos através de experiências positivas. Em outras palavras, quando um indivíduo usa uma droga e recebe os resultados desejados (felicidade, estresse reduzido, etc.), essa pode se tornar a maneira preferida de obter esses resultados, levando a dependência. O objetivo da TCC é identificar as necessidades para as quais os vícios estão sendo usados para atender e desenvolver habilidades e formas alternativas de atender a essas necessidades. O terapeuta trabalhará com o paciente para educá-lo sobre seus vícios e fornecer as habilidades necessárias para mudar seus conhecimentos e comportamentos. Os viciados aprenderão a identificar e corrigir comportamentos problemáticos. Eles serão ensinados a identificar pensamentos nocivos e desejos de drogas. A TCC é um tratamento eficaz para vícios.

### Medicamentos
Os medicamentos podem ser muito úteis no tratamento a longo prazo da dependência de polissubstâncias. Os medicamentos são uma ajuda útil para ajudar a prevenir ou reduzir o desejo por drogas. Outro benefício dos medicamentos é que ajudam a prevenir a recaída. Como o vício em drogas afeta o funcionamento do cérebro, os medicamentos ajudam a retornar ao funcionamento normal do cérebro. Os usuários abusivos de polissubstâncias requerem medicamentos para cada substância a que são viciados, pois os medicamentos atuais não tratam todos os vícios simultaneamente. Os medicamentos são uma ajuda útil nos tratamentos, mas não são eficazes quando são o único método de tratamento.

#### Medicamentos que ajudam no tratamento de vícios
- Metadona: para o vício em heroína.[32]
- Naltrexona: reduz o vício em opioides e o desejo por álcool.
- Disulfiram: induz náusea intensa após o consumo de álcool.
- Acamprosato: normaliza a química do cérebro interrompida pela abstinência do álcool e ajuda na abstinência do álcool.
- Buprenorfina/naloxona: Os dois medicamentos juntos reduzem os desejos e bloqueiam o prazer dos opioides.[33]

## Epidemiologia
Não há muitos estudos que examinaram com que frequência ocorre dependência de polissubstâncias ou quantas pessoas dependem de várias substâncias. No entanto, de acordo com um estudo que analisou os resultados da Pesquisa Nacional Epidemiológica sobre Álcool e Condições Relacionadas, aproximadamente 215,5 de um total de 43.093 indivíduos nos Estados Unidos (0,5%) atendiam aos requisitos para abuso/dependência de substâncias múltiplas. Outro estudo sugeriu que o número de novos casos de dependência de polissubstâncias tem aumentado Esta ideia foi apoiada por um estudo realizado em Munique, Alemanha. Um grupo de pesquisadores optou por analisar as respostas a uma pesquisa usando a M-Composite International Diagnostic Interview (M-CIDI). Os pesquisadores coletaram dados de 3.021 participantes, todos com idades entre 14 e 24 anos, para estimar a prevalência, ou número total de casos, de abuso/dependência de drogas e abuso/ dependência de polissubstâncias. Os resultados deste estudo indicaram que dos 17,3% que disseram usar drogas regularmente, 40% disseram usar mais de uma substância, mas 3,9% relataram especificamente usar três ou mais substâncias, indicando que há muita sobreposição no uso de diferentes substâncias. Os pesquisadores compararam seus resultados com estudos alemães anteriores e descobriram que a dependência de substâncias parece estar aumentando, pelo menos na Alemanha. 

### Diferenças de gênero
Mulheres e homens diferem de várias maneiras quando se trata de vícios. A pesquisa mostrou que as mulheres são mais propensas a serem dependentes de polissubstantes. Observou-se que uma porcentagem maior de mulheres abusam de drogas lícitas (legais), como calmantes, sedativos e estimulantes. Por outro lado, é mais provável que os homens abusem de drogas ilícitas (ilegais), como cocaína, metanfetamina e outras drogas de rua. Pesquisas sugerem que as mulheres viciadas têm mais frequentemente um histórico familiar de abuso de drogas. Quando solicitadas a descrever o início de seus vícios, as mulheres descrevem com mais frequência seu vício como repentino, enquanto os homens os descrevem como gradual. As mulheres têm uma porcentagem mais alta de tecidos gordurosos e uma porcentagem menor de água corporal do que os homens. Portanto, as mulheres têm taxas mais baixas de absorção de substâncias medicamentosas. Isso significa que essas substâncias estão em maior concentração na corrente sanguínea das mulheres. Sabe-se que as mulheres viciadas correm maior risco de doença hepática gordurosa, hipertensão, anemia e outros distúrbios.